# マルシオ・ラファエウ・フェレイラ・デ・ソウザ
ラフィーニャ（Rafinha）こと、マルシオ・ラファエウ・フェレイラ・デ・ソウザ（Márcio Rafael Ferreira de Souza、1985年9月7日 - ）は、ブラジル・パラナ州ロンドリーナ出身のサッカー選手。ポジションはディフェンダー。
北京オリンピックブラジル代表。2008年にブラジル代表に選出された。

## 経歴

### クラブ
17歳でコリチーバFCにてプロデビュー。2シーズンで37試合出場し、3得点を記録した。
2005年8月21日、コリチーバFCから移籍金500万ユーロでドイツのシャルケ04へ移籍。2010-11年シーズンはセリエAのジェノアでプレー。
2011年、バイエルン・ミュンヘンに移籍、完全なレギュラーではないもののある程度の出場機会を得て、2018-19年までプレーし、UEFAチャンピオンズリーグや7度のリーグ優勝など数々のタイトルを獲得した。
2019年6月からCRフラメンゴに移籍
、11月には決勝でアルゼンチンのリーベルを2-1で下し、リベルタドーレスカップに優勝した。
2020年8月23日、オリンピアコスFCと2年契約を結んだ。

### 代表
2005年に行われたFIFA U-20ワールドカップでは2得点を記録。シリア戦とドイツ戦で共に勝ち越しゴールをあげ、ブラジル代表の3位獲得に貢献した。
2008年3月26日、スウェーデン戦の73分にダニエウ・アウヴェスとの交代でピッチに立ち、セレソンデビューを果たした。
それ以降は代表から遠ざかり、ドイツの市民権を取得したこともあり、ドイツ代表に鞍替えする可能性が取り沙汰されていたが、クラブでの活躍が評価され、2014年に6年ぶりに代表招集された。

## タイトル

### クラブ
バイエルン・ミュンヘン
- FIFAクラブワールドカップ：1回 (2013)
- UEFAチャンピオンズリーグ：1回 (2012-13)
- UEFAスーパーカップ：1回 (2013)
- ブンデスリーガ：7回 (2012-13, 2013-14, 2014-15, 2015-16, 2016-17, 2017-18, 2018-19)
- DFBポカール：4回 (2012-13, 2013-14, 2015-16, 2018-19)
- DFLスーパーカップ：4回 (2012, 2016, 2017, 2018)

CRフラメンゴ
- リベルタドーレス杯：1回 (2019)
- カンピオナート・ブラジレイロ・セリエA：2回 (2019, 2020)
- スーペルコパ・ド・ブラジル：1回 (2020)
- カンピオナート・カリオカ：1回 (2020)
- レコパ・スダメリカーナ：1回 (2020)

オリンピアコスFC
- ギリシャ・スーパーリーグ：1回 (2020-21)
- キペロ・エラーダス：1回 (2019-20)

グレミオFBPA
- カンピオナート・ガウショ：1回 (2021)

## 記録
- 2008年3月26日 - A代表初出場 (親善試合) - スウェーデン代表戦 (エミレーツ・スタジアム)

## 代表歴

### 出場大会など
- U-20ブラジル代表
  - 2005年 - FIFA U-20ワールドカップ (3位)
- U-23ブラジル代表
  - 2008年 - 北京オリンピック (銅メダル)